# Dumosh

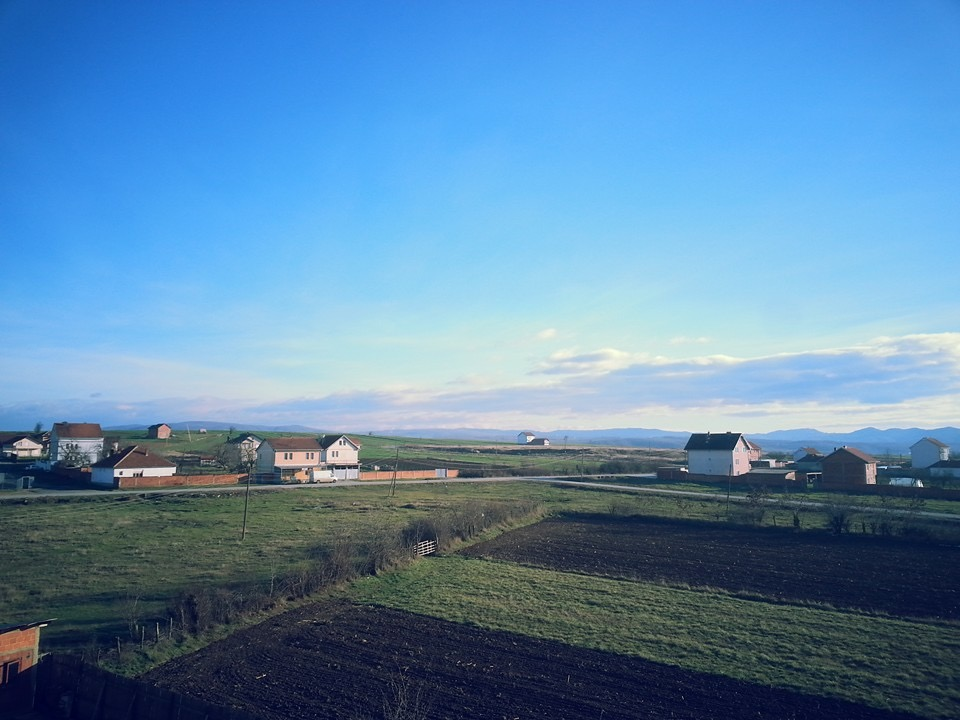
Dumosh

Dumosh (bepaalde vorm: Dumosh; Servisch: Dumoš) is een dorp in de gemeente Podujevë in het noordoosten van Kosovo.
Het dorp had eind 2011 een geschat inwonertal van 1.207 mensen, vrijwel geheel bestaand uit etnische Albanezen.
In het dorp is een voormalige vliegbasis Batlava-Dumosh, deze werd in 1999 tijdens Operatie Allied Force gebombardeerd en vernield.